# Powódź w Polsce (988)
Powódź w Polsce w 988 roku – pierwsza powódź na ziemiach polskich, o której istnieje wzmianka historyczna.
Powódź, a po niej nieurodzaj, miały miejsce za panowania Mieszka I. Wspomina o nich Jan Długosz w swojej Kronice pod datą 988, pisząc: Zdarzyły się tego czasu liczne i długo trwające wód wylewy, po których nastąpiło lato skwarne i dla wielu płodów przyrodzonych szkodliwe, skąd urodzaje nie wszędy jednakże, w znacznej części chybiły.